# Christopher Cross
Christopher Cross, nato Christopher Charles Geppert (San Antonio, 3 maggio 1951), è un cantautore statunitense.
Autore di numerose canzoni di successo, concentrate nella primissima parte della carriera solista, con il primo album dal titolo omonimo ha vinto cinque Grammy Awards nonché il Premio Oscar e un Golden Globe per la migliore canzone originale con la celeberrima Arthur's Theme (Best That You Can Do), inserita nella colonna sonora del film Arturo. In seguito, con il repentino cambio dei gusti musicali arriva un rapido declino nonostante una copiosa produzione a volte confortata da lusinghieri consensi critici e un discreto seguito del pubblico più affezionato. Una caratteristica costante è la presenza nelle copertine dei suoi dischi del fenicottero rosa.

## Biografia

### I primi anni
Autodefinitosi "monello dell'esercito", in quanto figlio di un pediatra dell'Esercito Statunitense di stanza alla metà degli anni '50 presso il Walter Reed Army Hospital di Washington, in qualità di medico personale dei nipoti del presidente Dwight Eisenhower, mentre la madre era di origini tedesche della città di Coblenza, trascorse gran parte della sua giovinezza vivendo in una casa sulla Newbury Terrace a Terrell Hills, appena fuori San Antonio, in Texas. Quella casa, che in seguito sarà demolita, era precedentemente appartenuta alla famiglia Cummins e circa un decennio prima di lui vi aveva abitato l'autorevole scrittore e storico Light Townsend Cummins. Cross iniziò la sua carriera musicale nel 1971 con una cover band della sua città natale, chiamata "Flash" (da non confondersi con l'omonima band inglese di rock progressivo dei primi anni '70) prima di firmare un contratto da solista con la Warner Bros. Records nel 1978. Sebbene già famoso per la sua voce, il suo metodo di suonare la chitarra viene notato subito dagli addetti ai lavori che lo portano a un invito, poi disatteso, a suonare insieme con Donald Fagen e Walter Becker degli Steely Dan.

## Carriera

### Il grande successo
Nel 1979 esce il suo primo album Christopher Cross, con la famosa copertina raffigurante il fenicottero rosa, uno dei debutti più sorprendenti e di successo nella storia della musica pop, abile ed efficace miscela tra il soft rock e la easy listening di classe. Nella classifica statunitense della Billboard l'album centra la sesta posizione mentre i singoli estratti ottengono grande fortuna: entrano nelle Top 20 Never Be The Same (alla 15ª) e Say You'll Be Mine (alla 20ª, cantata in duetto con Nicolette Larson), mentre le celebri Ride Like The Wind (eseguita con Michael McDonald) e Sailing arrivano rispettivamente alla seconda e prima posizione. Altri due brani del disco, The Light is On e Minstrel Gigolo furono programmati frequentemente dalle radio, pur non entrando nella classifica. A causa del successo e della popolarità ottenuta quasi immediatamente, l'album viene nominato per diversi Grammy Awards, vincendone cinque. Cross è stato il primo artista nella storia dei Grammy Awards a vincere tutti e quattro i premi principali in una sola cerimonia, nella 23ª edizione nel 1981, ossia il miglior disco, il miglior album, la miglior canzone per Sailing e come miglior artista esordiente, oltre quello per il miglior arrangiamento, a differenza di Norah Jones che pure vincerà anch'essa quattro Grammy Awards nel 2003 ma che non riceverà personalmente uno dei premi in quanto non cantautrice. Tale primato è resistito per 39 anni, fino a quando Billie Eilish non ha vinto tutti e quattro i premi principali ai Grammy Awards nel 2020. L'album inoltre si aggiudica per sette volte il disco di platino (di cui cinque solo negli Stati Uniti) e per cinque volte il disco d'oro; le sue vendite stimate nel solo primo anno di circolazione, il 1980, ammontano a oltre sei milioni di copie (delle quali circa 200.000 in Italia).
Nel 1981 il successo mondiale è bissato con la canzone Arthur's Theme (Best That You Can Do), tratta dalla colonna sonora del film Arturo e composta assieme a Burt Bacharach, Carole Bayer Sager e Peter Allen, che si aggiudica un Premio Oscar e un Golden Globe per la migliore canzone originale. Due anni più tardi esce il suo secondo album, Another Page il quale nonostante annoveri tre singoli di discreto successo, All Right (in 12ª posizione), No Time for Talk (33ª posizione) e Think of Laura (in 9ª posizione) non riesce a bissare le vendite dell'album di debutto, piazzandosi in undicesima posizione e guadagnando tre dischi d'oro. Think of Laura viene usato come uno dei leitmotiv della soap opera della ABC General Hospital; lo stesso Cross successivamente dichiarerà di averla scritta non in riferimento ai personaggi della serie televisiva, bensì per celebrare la vita della studentessa americana della Denison University Laura Carter, che venne uccisa colpita da un proiettile vagante. All Right venne utilizzata dalla CBS Sports durante gli highlights del Campionato di pallacanestro maschile NCAA del 1983. Nel 1984 compone e canta il brano A Chance For Heaven per le gare di nuoto dei XXIII° Giochi Olimpici estivi di Los Angeles. Nel 1985, insieme a Carl Wilson, contribuisce come voce di supporto alla cover del brano California Girls, grande successo dei Beach Boys, nella versione di David Lee Roth.

### Il rapido declino

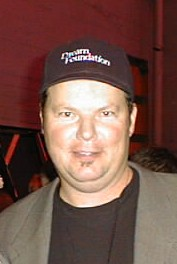
Christopher Cross nel 2000

Nel prosieguo della carriera, la sua stella si affievolì rapidamente. Mentre la stazione televisiva musicale MTV accresce fino a dominare la scena tradizionale negli Stati Uniti, il suo stile musicale si rivela inadeguato per quella rete e il marchio di musica contemporanea per adulti diminuisce in popolarità. I due successivi album di Cross, Every Turn of the World del 1985 e Back of My Mind del 1988, non entrarono nelle Top 40 e il suo contratto con la Warner terminò. Tuttavia, il suo brano Swept Away viene utilizzato nella serie televisiva Genitori in blue jeans durante un montaggio nel quale Mike (uno dei personaggi della serie interpretato da Kirk Cameron), si innamora di una ragazza locale mentre era in vacanza con la famiglia alle Hawaii. Nel 1986 firma il brano Loving Strangers (David's Theme), inserito nella colonna sonora del film Niente in comune (Nothing in Common) ma l'operazione si rivela un insuccesso, non paragonabile ai fasti precedenti. Negli anni '90 realizza altri quattro album (Rendezvous, Window, Walking in Avalon, il suo primo doppio album, e Red Room) per una nuova etichetta, la CMC International e, sebbene alcune delle sue uscite abbiano ottenuto lusinghieri riscontri da parte della critica, non è più in grado di attirare il grande pubblico come prima anche se riesce ancora ad avere un discreto seguito da parte dei fans più affezionati. I primi due album riescono ad ottenere un moderato successo di classifica solo in Giappone. Nel 1996 fa un'apparizione nel disco di Alan Parsons On Air, dove canta nel brano So Far Away, autocitandosi nel verso "Best that you can do", ossia "Il meglio che puoi fare". Fece inoltre varie tournée e aprì diversi spettacoli di altri artisti. Nel 1999 esce il suo primo disco dal vivo, Greatest Hits Live.

### Ultimi dischi, tournée e tributi
Nel 2002 esce l'antologia The Very Best of Cristopher Cross e nello stesso anno partecipa insieme ad Alan Parson, Mark Farmer, Jack Bruce, Eric Carmen e Todd Rundgren nello spettacolo A Walk Down Abbey Road, che ha il suo culmine nei due concerti all'Atlantic City Hilton l'8 e il 9 agosto 2003, ai quali si aggiungono anche Joey Molland e Denny Laine. Nel 2007 completa un album di Natale intitolato A Christopher Cross Christmas, mentre l'anno seguente registra un lavoro in cui molti suoi successi del passato sono rivisitati in chiave acustica, The Cafe Carlyle Sessions. Dopo il secondo album natalizio, del 2010, Christmas Time Is Here, l'anno seguente realizza Doctor Faith, un nuovo album di brani inediti dopo undici anni, che entra nelle posizioni basse della Top 50 tedesca. Nel 2013 esce un doppio CD, A Night in Paris, il suo secondo album dal vivo, che riprende, anche filmato, un concerto tenuto nell'aprile 2012 al Théatre Le Trianon di Parigi. Nel frattempo uno dei suoi brani più celebri, Ride Like The Wind viene utilizzato nella colonna sonora del film Anchorman 2 - Fotti la notizia (Anchorman 2: The Legend Continues), mentre sempre nel 2010 compone il brano Lemon's Theme, inserito nella serie televisiva 30 Rock.
Fonda una sua etichetta discografica, la Christopher Cross Records, e realizza nel 2014 Secret Ladder e quindi, nel 2017, il quattordicesimo e a tutt'oggi ultimo lavoro, Take Me As I Am. Nello stesso anno effettua un concerto dal vivo per la prima volta nella sua città natale, San Antonio, nel Tobin Center. Nel 2018 fonda insieme ad altri musicisti di Austin un nuovo gruppo, i Freedonia, con i quali va in tournée nel 2019 con altri musicisti di prestigio quali Todd Rundgren, Jason Scheff, Micky Dolenz e Joey Molland dei Badfinger in un tributo al White Album dei Beatles dal titolo It Was Fifty Years Ago Today - A Tribute to the Beatles’ White Album. Cross in quell'occasione esegue i suoi due brani più celebri, Sailing e Ride Like The Wind.

## Vita privata
Sposato dal 1973 con Roseanne Harrison, ha da lei un figlio, Justin, ma divorziarono nel 1982, all'apice del successo del cantante. Cross si sposa una seconda volta nel 1988 con Jan Bunch, dalla quale ha il figlio Rain e la figlia Madison. Anche questa unione termina con un divorzio nel 2007.

## Il fenicottero rosa
Una sua caratteristica peculiare è la costante comparsa del fenicottero nelle copertine dei suoi album. Secondo sue dichiarazioni, non c'è realmente alcun significato valido dietro questa scelta: fu soltanto il fatto che il dipinto scelto per la copertina del primo album presentava quel volatile; a Cross piacque e da allora è stato sempre utilizzato nelle pose più svariate.

## Discografia

### Album in studio
- 1979 – Christopher Cross
- 1983 – Another Page
- 1985 – Every Turn of the World
- 1988 – Back of My Mind
- 1992 – Rendezvous
- 1995 – Window
- 1998 – Walking in Avalon
- 2000 – Red Room
- 2007 – A Christopher Cross Christmas
- 2008 – The Cafe Carlyle Sessions
- 2010 – Christmas Time is Here
- 2011 – Doctor Faith
- 2014 – Secret Ladder
- 2017 – Take Me As I Am

### Album dal vivo
- 1999 – Greatest Hits Live
- 2013 – A Night in Paris
- 2017 - Christopher Cross & Friends Live

### Compilations
- 1991 – The Best of Christopher Cross
- 2001 – The Definitive Christopher Cross
- 2002 – The Very Best of Christopher Cross
- 2011 – Crossroads: The Best of Christopher Cross

### Singoli
Nella sua carriera Cross pubblicò complessivamente ventuno singoli, e sul mercato americano uscirono sino al 1988, anno della risoluzione del contratto con la Warner. In seguito ne vennero pubblicati cinque esclusivamente in Germania, dove continuò ad avere un discreto seguito, e saltuariamente in Giappone.
- 1980 – Ride Like The Wind
- 1980 – Sailing
- 1980 – Never Be The Same
- 1980 – Say You'll Be Mine
- 1980 – Mary Ann (uscito soltanto in Giappone)
- 1981 – Arthur's Theme (Best That You Can Do)
- 1983 – All Right
- 1983 – No Time For Talk
- 1983 – Think of Laura
- 1984 – A Chance for Heaven
- 1985 – Charm the Snake
- 1985 – Every Turn of the World
- 1986 – Love is Love (In Any Language)
- 1986 – Loving Strangers
- 1988 – Swept Away
- 1988 – I Will (Take You Forever)
- 1993 – In the Blink of an Eye (uscito soltanto in Germania, come i seguenti)
- 1993 – Nothing Will Change
- 1993 – Is There Something
- 1994 – Been There, Done That
- 1994 – Wild, Wild West

## Premi
- Oscar per la migliore canzone, 1981, Arthur's Theme (Best That You Can Do)
- Golden Globe per la migliore canzone originale, 1981, Arthur's Theme (Best That You Can Do)
- Grammy Award, 1981 - Disco dell'anno - Sailing
- Grammy Award, 1981 - Album dell'anno - Christopher Cross
- Grammy Award, 1981 - Miglior artista esordiente - Christopher Cross
- Grammy Award, 1981 - Canzone dell'anno - Sailing
- Grammy Award, 1981 - Miglior arrangiamento - Sailing